# Wahlbezirk Österreich unter der Enns 47
Der Wahlbezirk Österreich unter der Enns 47 war ein Wahlkreis für die Wahlen zum Abgeordnetenhaus im österreichischen Kronland Österreich unter der Enns. Der Wahlbezirk wurde 1907 mit der Einführung der Reichsratswahlordnung geschaffen und bestand bis zum Zusammenbruch der Habsburgermonarchie.

## Geschichte
Nachdem der Reichsrat im Herbst 1906 das allgemeine, gleiche, geheime und direkte Männerwahlrecht beschlossen hatte, wurde mit 26. Jänner 1907 die große Wahlrechtsreform durch Sanktionierung von Kaiser Franz Joseph I. gültig. Mit der neuen Reichsratswahlordnung schuf man insgesamt 516 Wahlbezirke, wobei mit Ausnahme Galiziens in jedem Wahlbezirk ein Abgeordneter im Zuge der Reichsratswahl gewählt wurde. Der Abgeordnete musst sich dabei im ersten Wahlgang oder in einer Stichwahl mit absoluter Mehrheit durchsetzen. Der Wahlkreis Österreich unter der Enns 47 umfasste die Gerichtsbezirke Sankt Peter in der Au, Haag und Waidhofen an der Ybbs, wobei die zum Wahlbezirk 41 gehörende Gemeinde Waidhofen an der Ybbs vom Wahlbezirk ausgenommen war.
Aus der Reichsratswahl 1907 ging Josef Stöckler (Christlichsoziale Partei) mit 82 Prozent der Stimmen im ersten Wahlgang als Sieger hervor. Stöckler konnte sein Mandat bei der Reichsratswahl 1911 mit 72 Prozent erfolgreich verteidigen.

## Wahlen
Die Darstellung der Wahlergebnisse orientiert sich an den von der k .k. Statistischen Zentralkommission herausgegebenen Zahlen, die auf die Parteistellung der Kandidaten fokussiert sind. Teilweise wurden dabei Kandidaten gleicher Parteistellung separat dargestellt, teilweise zusammengerechnet. Daher können die angegebenen Zahlen für die Kandidaten im ersten Wahlgang auch (geringe) Stimmen anderer Kandidaten gleicher Parteistellung enthalten (siehe Anmerkungen).

### Reichsratswahl 1907
Die Reichsratswahl 1907 wurde am 14. Mai 1907 (erster Wahlgang) durchgeführt. Die Stichwahl entfiel auf Grund der absoluten Mehrheit von Stöckler im ersten Wahlgang.
| Kandidat                                                                       | Partei                             | Wahlkreis- stimmen | Stimmen- anteil |
| ------------------------------------------------------------------------------ | ---------------------------------- | ------------------ | --------------- |
| Josef Stöckler                                                                 | Christlichsoziale Partei           | 9305               | 82,1 %          |
| Leopold Ettinger                                                               | Sozialdemokratische Arbeiterpartei | 1265               | 11,2 %          |
| Rebischer                                                                      | Agrarier                           | 687                | 6,1 %           |
| Sonstige                                                                       |                                    | 83                 | 0,7 %           |
| Wahlberechtigte: 12.150, Ungültige/Leere Stimmen: 256, Wahlbeteiligung: 95,4 % |                                    |                    |                 |

### Reichsratswahl 1911
Die Reichsratswahl 1911 wurde am 13. Juni 1911 (erster Wahlgang) durchgeführt. Die Stichwahl entfiel auf Grund der absoluten Mehrheit von Stöckler im ersten Wahlgang.
| Kandidat                                                                       | Partei                             | Wahlkreis- stimmen | Stimmen- anteil |
| ------------------------------------------------------------------------------ | ---------------------------------- | ------------------ | --------------- |
| Josef Stöckler                                                                 | Christlichsoziale Partei           | 7897               | 71,5 %          |
| Franz Sengstbratl                                                              | deutsch-freiheitliche Kandidaten   | 1540               | 13,9 %          |
| Karl Lohner                                                                    | Sozialdemokratische Arbeiterpartei | 1398               | 12,7 %          |
|                                                                                | Christlichsozialer Kandidat        | 93                 | 0,8 %           |
| Sonstige                                                                       |                                    | 121                | 1,1 %           |
| Wahlberechtigte: 12.091, Ungültige/Leere Stimmen: 362, Wahlbeteiligung: 94,4 % |                                    |                    |                 |